# العلاقات التونسية الغينية
العلاقات التونسية الغينية هي العلاقات الثنائية التي تجمع بين تونس وغينيا.

## مقارنة بين البلدين
هذه مقارنة عامة ومرجعية للدولتين:
| وجه المقارنة                                              | تونس                                       | غينيا       |
| --------------------------------------------------------- | ------------------------------------------ | ----------- |
| المساحة (كم2)                                             | 163.61 ألف                                 | 245.86 ألف  |
| عدد السكان (نسمة)                                         | 11.53 مليون                                | 12.72 مليون |
| الكثافة السكانية (ن./كم²)                                 | 70.47                                      | 51.74       |
| العاصمة                                                   | تونس                                       | كوناكري     |
| اللغة الرسمية                                             | اللغة العربية                              | لغة فرنسية  |
| العملة                                                    | دينار تونسي                                | فرنك غيني   |
| الناتج المحلي الإجمالي (بليون دولار)                      | 40.26 مليار                                | 10.50 مليار |
| الناتج المحلي الإجمالي (تعادل القوة الشرائية) بليون دولار | 129.05 مليار                               | 15.24 مليار |
| الناتج المحلي الإجمالي الاسمي للفرد دولار أمريكي          | 3.87 ألف                                   | 531         |
| الناتج المحلي الإجمالي للفرد دولار أمريكي                 | 11.44 ألف                                  | 1.22 ألف    |
| مؤشر التنمية البشرية                                      | 0.721                                      | 0.411       |
| رمز المكالمات الدولي                                      | +216                                       | +224        |
| رمز الإنترنت                                              | .tn                                        | .gn         |
| المنطقة الزمنية                                           | ت ع م+01:00، توقيت وسط أوروبا، ت ع م+02:00 | 00          |

## منظمات دولية مشتركة
يشترك البلدان في عضوية مجموعة من المنظمات الدولية، منها:
| علم المنظمة | اسم المنظمة                               | تاريخ انضمام تونس | تاريخ انضمام غينيا |
| ----------- | ----------------------------------------- | ----------------- | ------------------ |
|             | يونسكو                                    | 8 نوفمبر 1956     | 2 فبراير 1960      |
|             | الفريق المعني برصد الأرض                  | ?                 | ?                  |
|             | مؤسسة التمويل الدولية                     | 25 يوليو 1962     | 22 أكتوبر 1982     |
|             | منظمة التعاون الإسلامي                    | ?                 | ?                  |
|             | المركز الدولي لتسوية المنازعات الاستشارية | 14 أكتوبر 1966    | 4 ديسمبر 1968      |
|             | منظمة حظر الأسلحة الكيميائية              | ?                 | ?                  |
|             | مؤسسة التنمية الدولية                     | 30 ديسمبر 1960    | 26 سبتمبر 1969     |
|             | منظمة التجارة العالمية                    | ?                 | 25 أكتوبر 1995     |
|             | الاتحاد الأفريقي                          | ?                 | 1963               |
|             | الاتحاد البريدي العالمي                   | ?                 | ?                  |
|             | وكالة ضمان الاستثمار متعدد الأطراف        | 7 يونيو 1988      | 5 أكتوبر 1995      |
|             | منظمة الشرطة الجنائية الدولية             | ?                 | ?                  |
|             | الأمم المتحدة                             | 12 نوفمبر 1956    | 12 ديسمبر 1958     |
|             | البنك الدولي للإنشاء والتعمير             | 14 أبريل 1958     | 28 سبتمبر 1963     |
|             | البنك الإفريقي للتنمية                    | ?                 | ?                  |

## أعلام
هذه قائمة لبعض الشخصيات التي تربطها علاقات بالبلدين:
- حاتم بن سالم (سياسي من تونس، 8 فبراير 1956 – )

## وصلات خارجية
- موقع وزارة الخارجية التونسية